# الیکا، محله کرنو
الیکا، محله کرنو (به لاتین: Allika, Kernu Parish) یک روستا در استونی است که در دهستان کرنو واقع شده‌است.